# كثيب (لعبة فيديو)
كثيب (بالإنجليزية: Dune)‏ هي لعبة استراتيجية ومغامرات صدرت عام 1992 استنادًا إلى رواية الخيال العلمي التي تحمل نفس الاسم والتي ألَّفها فرانك هربرت عام 1965. تم تطويرها بواسطة كراي إنتراكتيف ونشرتها فيرجن إنتراكتف.
تبعهتها في نفس العام كثيب 2، والذي وضعت في النهاية المعيار لهذا النوع من ألعاب الفيديو الاستراتيجية للوقت الحقيقي.

## وصلات خارجية
- كثيب على موبي غيمز (بالإنجليزية)